# 외위스테인 1세

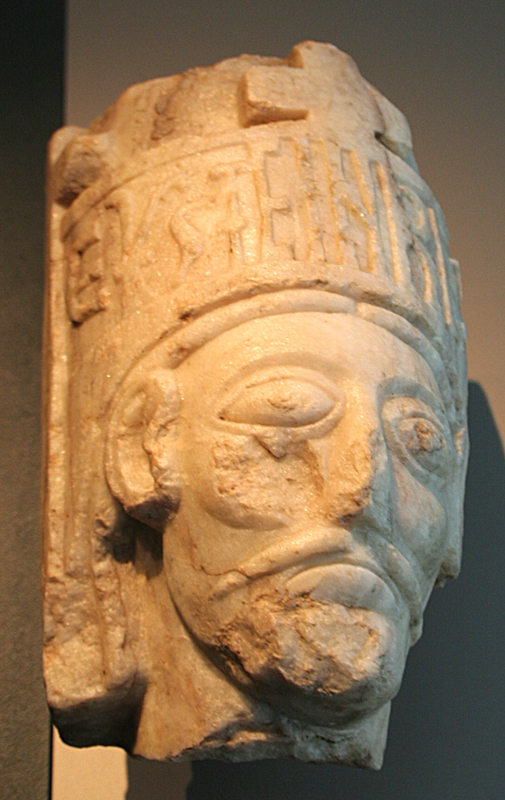
12세기 초기에 제작된 외위스테인 1세의 대리석 흉상

외위스테인 1세(노르웨이어: Øystein I, 1088년경 ~ 1123년 8월 29일) 또는 외위스테인 망누손(노르웨이어: Øystein Magnusson, 고대 노르드어: Eysteinn Magnússon)은 노르웨이의 국왕(재위: 1103년 ~ 1123년 8월 29일)이다. 하르드라디 가 출신이다.

## 생애
망누스 3세 국왕의 아들이며 올라프 망누손, 시구르 1세의 이복형제이기도 하다.
1103년 망누스 3세 국왕이 사망하면서 올라프가 노르웨이의 국왕으로 즉위했지만 올라프의 형제들은 나이가 어린 올라프가 노르웨이의 국왕으로 즉위하는 것을 받아들이지 않았다. 올라프, 외위스테인, 시구르 형제는 논의 끝에 세 형제가 노르웨이의 공동 군주가 되기로 합의했다. 노르웨이의 공동 군주를 역임하는 동안에는 노르웨이에 수많은 교회들과 건축물들을 건설했다. 또한 노르웨이 서부, 중부, 북부 연안 지대의 어업을 발전시켰다.